# Gábor Rejtő
Dans le nom hongrois Rejtő Gábor, le nom de famille précède le prénom, mais cet article utilise l’ordre habituel en français Gábor Rejtő, où le prénom précède le nom.
Gábor Rejtő (Budapest, 23 janvier 1916 – 26 juin 1987) est un violoncelliste hongrois de renom qui a joué avec les meilleurs artistes et ensembles de musique de chambre du XXe siècle.

## Biographie
Le premier professeur de violoncelle de Gábor Rejtő est Frederick Teller, un enseignant dont les idées étaient très en avance pour l'époque. À seize ans, Rejtő entre à l'Académie de musique et travaille avec Adolf Schiffer (élève puis assistant de David Popper) et deux ans après son diplôme, il commence sa carrière de concertiste en Europe.
À partir de ses vingt ans, il étudie deux années avec Pablo Casals, d'abord à Barcelone puis à Prades. Casals avait révolutionné l'approche du jeu au violoncelle et quand il a travaillé avec Rejtő, ils ont passé un mois uniquement sur la technique de base. Rejtő se produit ensuite en concerts dans toute l'Europe, avec de grands orchestres symphoniques tels que ceux de Vienne, Budapest, Rome et Varsovie, ainsi qu'en récitals.

### Carrière
En 1952, Gábor Rejtő et Yaltah Menuhin effectuent ensemble une tournée en Nouvelle-Zélande. Sur une période de cinq semaines, ils donnent vingt-cinq concerts avec un grand succès auprès des critiques.
Rejtő réside aux États-Unis de 1939 jusqu'à sa mort. Durant sa carrière il était basé aux conservatoires de musique de Manhattan et Eastman. De 1954 à sa mort, il est professeur de violoncelle à l'Université de Californie du Sud. Il est également violoncelliste du Quatuor Paganini et du Quatuor Hongrois et un des membres fondateurs du Trio Alma. Le trio avec piano a fonctionné de 1942 jusqu'à sa dissolution en 1976, mais reformé ponctuellement dans les années 1980, principalement dans la région de la baie de San Francisco. Rejtő enseigne longtemps à l'Académie de musique de l'Ouest lors des programmes d'été, lors de classes de maître très populaires, même chez les non-violoncellistes.  Son expérience de musicien de chambre attire de nombreux étudiants à ses ateliers de violoncelle à travers les États-Unis.
En 1972 Rejtő est choisi comme Artist Teacher of the Year [artiste professeur de l'année] de l'association américaine des professeurs d'instruments à cordes lors de leur 25e anniversaire.

### Famille
Le fils de Rejtő, Peter Rejto, est violoncelliste et ancien membre du corps professoral conservatoire Oberlin. Il est membre fondateur du Quatuor de Los Angeles (pour piano et cordes). La fille de Gabor Rejto, Nika S. Rejto est flûtiste de jazz. Elle a réalisé un disque intitulé « Teazing Socrates », qu'elle a dédié à son défunt père.

## Étudiants
- Daniel Gaisford[6]
- Matt Haimovitz[7]
- Laurence Lesser[8]
- Paul Katz[9]
- James Kreger[10]
- Stephen Geber[11]
- Andor Toth Jr.
- Stephen Balderston[12]

## Enregistrements
Rejtő peut être écouté, avec le pianiste Adolph Baller dans un programme comprenant Beethoven (Sonates pour violoncelle no. 5 en ré majeur, op. 102 no. 2) et des variations sur des thèmes de Haendel et Mozart sur un disque LP monophonique – Allegro al 75.
Ainsi que dans le Quintette à cordes de Schubert,  avec Heifetz (RCA).